# Ichneumon fuscatorius
Ichneumon fuscatorius là một loài tò vò trong họ Ichneumonidae.